# جون كريستوفر درومغول
الأب جون كريستوفر درومغول (بالإنجليزية: John Christopher Drumgoole) (15 أغسطس 1816 - 28 مارس 1888) كان قسًا كاثوليكيًا أمريكيًا من أصل إيرلندي، اشتهر بعمله في رعاية وتعليم الأطفال اليتامى والمتخلى عنهم في مدينة نيويورك، لا سيما باعة الصحف المتجولين المشردين. في عام 1883، أسس ماونت لوريتو وهي مدرسة للأيتام والمهنيين للبنين في قسمٍ كان في ذلك الوقت في جزيرة ستاتن والذي نما فيما بعد ليصبح مجمعًا كبيرًا يضم الآلاف من الأولاد والبنات على مدى أكثر من قرن من وجوده. اعتبارًا من عام 2015 استمرت المؤسسة التي أسسها درومغول في تشغيل البرامج التي تعود بالنفع على الأطفال المحتاجين في جزء من ملكيّة ماونت لوريتو.

## حياته

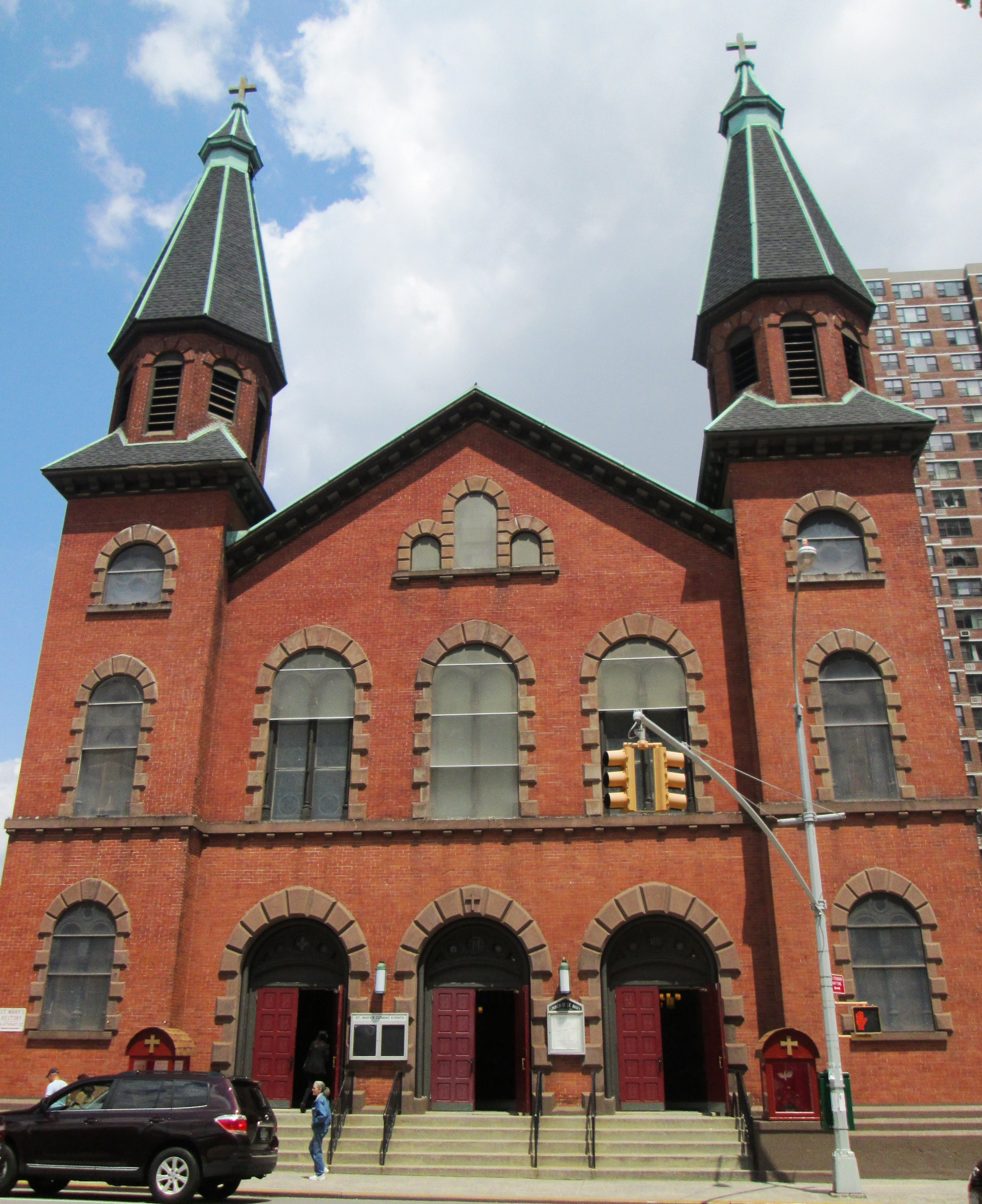
قام درومغول في البداية بحماية الأطفال المحتاجين في كنيسة القديسة ماري على الجانب الشرقي الأدنى حينما كان قندلفت

ولد جون في غرانارد في مقاطعة لونجفورد، أيرلندا، في 15 أغسطس 1816. توفي والده الذي كان يعمل إسكافيًا في عام 1822. جاء جون إلى الولايات المتحدة في سن التاسعة لينضم إلى والدته التي هاجرت سابقًا. عملت والدته كخادمة وعمل جون كصانع أحذية لمساعدتها. في عام 1844 أصبح قندلفتًا «بوابًا» لكنيسة سانت ماري وهي أبرشية الروم الكاثوليك الثالثة لمدينة نيويورك والتي تأسست في عام. شعر درومغول بالقلق إزاء العديد من الأطفال المشردين والأيتام الذين عاشوا في شوارع مدينة نيويورك بعد المجاعة الكبرى في أيرلندا ثم الحرب الأهلية الأمريكية في الولايات المتحدة. لمدة 21 عامًا فقام بتوفير المأوى لكثير منهم في قبو الكنيسة. 
أصبح جون مواطناً أمريكياً في عام 1838. كان يرغب ولفترة طويلة في دخول الكهنوت إلا أنه كان ينتظر رغبة منه باستمرار مساندته لأمه. في عام 1863، بدأ دراسته أولاً في كلية سانت جون في روز هيل ثم في سانت فرانسيس كزافييه. دخل مدرسة اللاهوت في كنيسة سيدة الملائكة والتي تقع بالقرب من شلالات نياغارا، في عام 1865.  ورسّم كاهنًا عام 1869 وكان عمره 53 عامًا 

في عام 1871 تم تعيينه مسؤولاً عن دار سكن موزعي الصحف وهو مشروع لجمعية سانت فنسنت دي بول يقع في 53 شارع وارن في مانهاتن. وتحت إدارته توسع هذا البرنامج. سرعان ما وجد أن المبنى غير مناسب لاحتياجات رسوم موزعي الصحف. وطلبًا للحصول على أموال لبناء منزل أكبر لموزعي الصحف قام بتأسيس مؤسسة جديدة وهي اتحاد القديس يوسف، وبدأ في نشر منشور باسم «اتحاد الطفل المشرد مع القديس يوسف الرسول». اشترى أشخاص من جميع أنحاء العالم اشتراكات في هذا المنشور مقابل 25 سنتًا سنويًا، وبالتالي أصبحوا أعضاء في الاتحاد. وبهذه الأموال تمكن من بناء منزل جديد للبعثة في زاوية كل من شارع غريت جونز ولافاييت، والتي أصبحت تعرف باسم بعثة العذراء الطاهرة. تم وضع حجر الأساس لمبنى مانهاتن في عام 1879. وقد بلغت تكلفة قطعة الأرض التي كانت تشغلها كنيسة بروتستانتية سابقًا 70 ألف دولار وتكلفة البناء 160 ألف دولار. تم تشغيلها في عام 1881. 
على الرغم من أن المبنى تم تصميمه لتوفير الضوء والهواء لكل مقيم لتجنب انتشار مرض الأنفلونزا والسل الذي كان شائعًا بين الأطفال في حينها، إلا أن درومغول شعر أن البيئة العامة للمدينة في ذلك الوقت لم تكن صحيّة للأطفال صغيري السن لذلك سعى إلى بيئة ريفية أكثر. في عام 1882 قام بشراء قطعة أرض في جزيرة ستاتن وأسس بعثة العذراء الطاهرة في جبل لوريتو والتي سماها تكريمًا للأخوات الذين رافقوه هناك لتعليم الأطفال. تم تصميم ماونت لوريتو لتكون مزرعةً مكتفيةً ذاتيًا. 

## وفاته
اعتاد الأب درومغول أن يقسم وقته بين مرافق البعثة في مانهاتن وجبل لوريتو. في يوم الأحد 11 مارس 1888 استقل قطار ستاتن آيلاند من محطة بليزنت بلينز بالقرب من دار الأيتام متوجهاً لركوب العبارة إلى مانهاتن في سانت جورج، عند وصوله لم يجد عبّارات تعمل بسبب العاصفة الثلجية القوية التي بدأت في العام 1888 وتسببت في هبوب رياح تجاوزت سرعتها 80 ميلًا في الساعة في بعض الأماكن. وللعودة إلى جبل لوريتو استأجر حصانًا وتوجه عبر العاصفة الثلجية القوية. على الرغم من وصوله بأمان لكنه سرعان ما أصيب بنزلة برد تطورت لاحقًا إلى التهاب رئوي، على الرغم من استمراره في العمل لكنه انهار في 28 مارس، بينما كان يستعد لإلقاء عظة في قداس في مبنى البعثة في مانهاتن. ترك درومغول كل ما يملك للبعثة. 

## الإرث

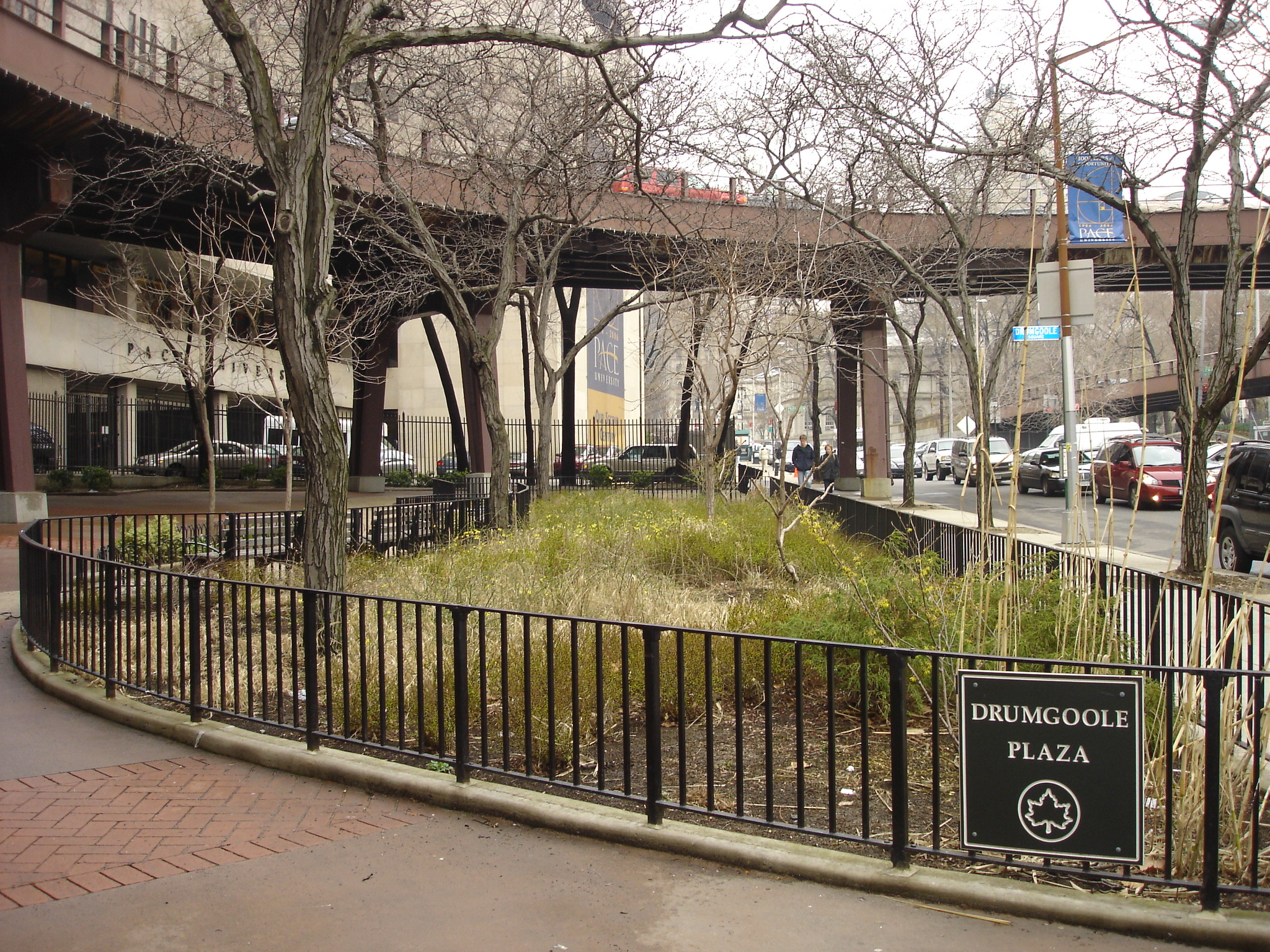
درومغول بلازا

كان الأب درومغول بطلاً لموزعي الصحف الذين احتشدوا في المنطقة عندما كان بارك رو مقرًا لصحف مدينة نيويورك الكبرى، بما في ذلك صحيفة نيويورك تايمز، وكان يعتبر راعيًا غير رسمي للمشردين والأيتام والأقل حظًا. في عام 1894 وضع تمثال في تكريماً له في شارع لافاييت، موقع بعثة مانهاتن. تم نقله لاحقًا إلى جبل لوريتو في عام 1920. ماتزال بعثة العذراء الطاهرة موجودة في موقعها الحالي في قسم بليزنت بلينز في جزيرة ستاتن منذ عام 1883. ماونت لوريتو وهو دار للأيتام للأولاد والبنات كان يدار من قبل البعثة لسنوات عديدة. 
تكريما للأب درومغول تمت تسمية العديد من الأشياء أيضًا على شرفه منها درومغول بلازا وهو متنزه في مدينة نيويورك وكذلك طرق الخدمة (طريق درومغول غرب/شرق) في قدامى محاربي الحرب الكورية في جزيرة ستاتن. في عام 1973، تم تسمية المدرسة الرسمية 36 باسم JC Drumgoole School. الكنيسة الكاثوليكية تعتبره مرشح للقداسة. 

## روابط خارجية
- جبل لوريتو الموقع الرسمي
- ذكريات جبل. لوريتو في 1950، يتضمن بعض المعلومات التاريخية[وصلة مكسورة]